# 韋爾博韋 (卡贊卡區)
47°54′54″N 32°55′19″E / 47.91500°N 32.92194°E
'韋爾博韋（烏克蘭語：Вербове），是烏克蘭南部的村莊，隸屬尼古拉耶夫州的巴什坦卡區。該村始建於1870年，面積0.35平方公里，海拔高度135米，2001年人口80，人口密度每平方公里228.6人。